# In Search of the Fourth Chord
In Search of the Fourth Chord es el vigésimo octavo álbum de estudio de la banda británica de rock Status Quo, publicado en 2007 por Fourth Chord Records, sello fundado por los propios miembros de la agrupación. Su título hace referencia de manera irónica, al rumor que Status Quo siempre toca los mismos tres acordes, además estuvo basado en el álbum In Search of the Lost Chord de sus compatriotas The Moody Blues. A su vez, su portada es una parodia a las películas de Indiana Jones.
Alcanzó el puesto 15 en la lista UK Albums Chart del Reino Unido, y para promocionarlo se publicó el sencillo «Beginning of the End» que logró el puesto 48 en los UK Singles Chart.

## Lista de canciones
| N.º | Título                           | Escritor(es)                  | Duración |  |
| 1.  | «Beginning of the End»           | Rossi, Edwards                | 4:23     |  |
| 2.  | «Alright»                        | Parfitt, Wayne Morris         | 4:12     |  |
| 3.  | «Pennsylvania Blues Tonight»     | Rossi, Young                  | 3:44     |  |
| 4.  | «I Don't Wanna Hurt You Anymore» | Rossi, Young                  | 4:00     |  |
| 5.  | «Electric Arena»                 | Rossi, Young                  | 5:25     |  |
| 6.  | «Gravy Train»                    | Edwards                       | 3:23     |  |
| 7.  | «Figure of Eight»                | Bown                          | 4:08     |  |
| 8.  | «You're the One for Me»          | Letley                        | 3:30     |  |
| 9.  | «My Little Heartbreaker»         | Rossi, Young                  | 3:50     |  |
| 10. | «Hold Me»                        | Parfitt, Morris, Simon Climie | 4:33     |  |
| 11. | «Saddling Up»                    | Rossi, Bown                   | 3:42     |  |
| 12. | «Bad News»                       | Edwards                       | 5:05     |  |
| 13. | «Tongue Tied»                    | Rossi, Young                  | 4:21     |  |

| Pista adicional solo para el Reino Unido |                           |              |          |  |
| N.º                                      | Título                    | Escritor(es) | Duración |  |
| 14.                                      | «I Ain't Wastin' My Time» | Rossi, Young | 3:36     |  |

| Pista adicional en algunos mercados europeos |              |                |          |  |
| N.º                                          | Título       | Escritor(es)   | Duración |  |
| 14.                                          | «One by One» | Parfitt, Young | 4:12     |  |

## Músicos
| Músicos de la banda - Francis Rossi: voz y guitarra líder - Rick Parfitt: voz y guitarra rítmica - John Edwards: voz y bajo - Andy Bown: teclados - Matt Letley: batería | Músicos invitados - Chloe du Pré: coros en «Tongue Tied» y chelo en «One by One» - Freddie Edwards: guitarra y solo de guitarra en «Bad News» - Daniel Jackman: segundo bajo en «Tongue Tied» - Laura Macara: coros en «Tongue Tied» - Kevin McAlea: teclados en «I Don't Wanna Hurt You Anymore» - Pip Williams: guitarra - Bob Young: armónica en «Pennsylvania Blues Tonight», «My Little Heartbreaker» y «I Ain't Wastin' My Time» |